# Berczelly Magda
Berczelly Magda; született: berczeli Berczelly Magdolna Ilona, névváltozatok: Bercelly, Makay (Vác, 1900. május 30. – Újpest, 1934. augusztus 24.) színésznő.

## Életútja
Berczeli Berczelly Ödön és Kuthy Irén leányaként született. Iskoláit részben Kolozsvárott, részben Debrecenben végezte. 1918. március 16-án Debrecenben feleségül ment a nála hat évvel idősebb Kerpely Kálmán fegyvergyári üzemvezető mérnökhöz. Színpadra lépett 1919-ben Debrecenben, Heltai Jenő igazgatása alatt, első szereplése a Csárdáskirálynéban már diadal volt számára. A vidéki színpad műsorának minden darabjában foglalkoztatták. A debreceni színtársulat 1920 májusában Budapesten vendégszerepelt, s itt fedezték fel újra Berczelly Magdát. Bródy István szerződtette a Revü színházhoz, ahol 1920–21-ben játszott. 1921–1923-ban a Blaha Lujza, 1923–24-ben a Király Színház művésze volt. Fellépett a Várszínházban, 1925–1927-ben a Terézkörúti Színpadon, 1927–28-ban pedig a Városi Színházban. A kitűnő művésznő úgy a vidéken, mint a fővárosban előnyösen csengő névre tett szert és több ízben kapott meghívást külföldi színpadokra, mégis itthon maradt és itt aratta további megérdemelt sikereit. A Blaha Lujza emlékalbum a következőképpen jellemzi őt: "Szép színpadi alakkal rendelkezik, báj és kellem párosul benne az igazi színészvérrel. Műveltségét és jó modorát a családi otthonból vitte a színpadra és ezt meg is érzik egész föllépésén.". Később visszavonult a pályáról. Szubrett szerepekban láthatta a közönség. Korábbi férjétől elvált, majd 1930. július 6-án Budapesten házasságot kötött Csillaghy Miklós István László királyi törvényszéki hites tolmáccsal, akinek a szülei pacséri Csillaghy József (1853–1921), Árva vármegye főispánja, a Lipót-rend lovagja, nagybirtokos, és felsőkubini és deménfalvi Kubinyi Irén voltak.
Formás alakját kövérnek tartotta, és makacs elhatározásától, hogy fogynia kell, férje és legjobb barátai sem tudták lebeszélni. Érthetetlen volt számukra, mivel a művésznő súlya 47 és 50 kiló között mozgott. Péchy Erzsivel együtt versenyeztek abban, hogy ki tud rövidebb idő alatt nagyobb súlyveszteséget felmutatni. A két színésznő és jóbarátnő az önsanyargatásig fejlesztette a fogyókúrát. A pajzsmirigykivonatoktól kezdve a feketekávéból, soványító teákból és citromból álló napi étkezésekig mindent megpróbáltak, s ebben az eszeveszett versengésben az sem tudta kijózanítani Berczelly Magdát, hogy Péchy Erzsin közben már súlyos betegség tünetei mutatkoztak. Mikor Péchy már az egyik fővárosi klinikán viaskodott a halállal, Berczelly Magda mindennap megjelent a betegágynál és pontosan referált fogyókúrájának eredményéről. Péchy Erzsi halála után Berczelly vigasztalhatatlan volt, nemcsak legjobb barátnőjét, de színészi ideálját is elvesztette. Meggyőződése volt, hogy azért nem kap szerződést, s azért nem kell a színigazgatóknak, mert régi karcsú alakját elvesztette. 1934 júniusában súlyos gyomor- és bélfájdalmak jelentkeztek nála. Mikor beszállították az egyik fővárosi szanatóriumba, az első vizsgálat után kiderült, hogy a művésznő gyomra és belei annyira összezsugorodtak, hogy a legkisebb ételt is alig tudták megemészteni. Műtétet hajtottak végre rajta, de már nem lehetett neki segíteni. Háromheti súlyos szenvedés után bélrákban hunyt el Deák Ferenc utcai újpesti lakásán. Halálhíre általános részvétet keltett Budapest művészvilágában.

## Fontosabb szerepei
- Amor (Lincke: Lysistrata)
- Denis (Hervé: Nebáncsvirág)
- Franci (O. Straus: Varázskeringő)